# Samsuiluna
Samsuiluna també anomenat Šamšu-iluna, o Shamshu Iluna va ser rei de Babilònia, de la Dinastia I amorrea a l'Imperi paleobabilònic, cap a l'any 1749 aC fins possiblement el 1712 aC. Era fill i successor d'Hammurabi.
Uns cinc anys després de la seva pujada al tron, Rim-Sin II, probable descendent de la dinastia de Kurdurmabug de Larsa, es va independitzar a Larsa i Ur. El 1741 aC es van produir les primeres incursions dels cassites, que amenaçaven el regne. Samsuiluna va poder recuperar Larsa, i també Ur, que va ser destruïda junt amb Uruk) cap a l'any 1739 aCbcastigant enèrgicament als rebels. Rim Sin II va ser capturat i executat, però Isin també es va revoltar poc després sota Iluma-ilum pretès descendent del darrer rei d'Isin, Damiqilishu. Potser l'any 1730 aC es va revoltar Eshunna i Samsuiluna va haver de combatre contra els rebels.
En tots aquests anys el cassites estaven assolant el país i això va permetre que les regions del centre i sud de Mesopotàmia es declaressin independents. La dinastia del País del Mar amb Iluma-ilum va dominar la regió de Mesopotàmia situada al sud de Nippur. Els cassites, cap a l'any 1729 aC, van constituir el regne de Khana organitzant els territoris que abans havien constituït els estats de Mari i de Terqa. Elam, que va pagar tribut a Hammurabi, es va independitzar sota el rei Kutur-Nakhunte I. L'extens territori que Hammurabi havia conquerit es començava a desmembrar sota el seu fill Samsuiluna.
A Samsuiluna el va succeir Abieshu (1712-1684 aC).